# حباب صابون
| |  |  |
| یک حباب صابون که به صورت حرفه‌ای ساخته شده است. (نگاره سمت راست) یک حباب صابون معلق در هوا که تصویر شاخ و برگ درختان و ساختمانی که در نزدیکی آن است بر روی آن بازتابش شده است. به منظور دیدن تصویر با وضوح بیشتر بر روی حباب کلیک کنید. (نگاره سمت چپ) |  |  |

حباب صابون پرده بسیار نازکی از ترکیب آب و صابون و لایه ای نازک به شکل کروی و سطح آن رنگین‌کمانی است. حباب‌های توخالیِ صابون طول عمر چند ثانیه‌ای دارند و ممکن است در اثر برخورد با اشیاء یا به صورت خود رفتار بترکند. این حباب‌ها بسیار شفاف هستند و می‌توان آنها را به صورت رنگی نیز ساخت.
حباب‌های صابون با دمیده شدن هوا در حلقه یا لوله‌ای که سر آن آغشته به ترکیب آب و صابون است به وجود می‌آیند.
حباب‌های صابون نرم و چسبنده هستند
و برای سرگرم کردن بچه‌ها و اجرای کارهای هنری از آنها استفاده می‌شود.

## ساختار فیزیکی
|                                                                                                   |  |  |
| رنگ‌های بازتابش شده از حباب صابون (نگاره سمت راست) حباب‌های صابون در یک تشت لباس‌شویی (نگاره سمت چپ) |  |  |

با افزودن صابون به آب، نیروی کشش سطحی کاسته می‌شود و پوستهٔ سطح آب منبسط می‌شود. هنگامی که داخل حلقه هوا می‌دمیم تا حباب بسازیم، این پوسته به راحتی کشیده و حباب تشکیل می‌شود. یک حباب صابون در داخل هوا، لایه نازکی از مایع می‌باشد که با هوا محصور شده‌است.
لرد کلوین با پژوهش دربارهٔ حباب‌های صابون و شیوه قرار گرفتن آنها در کنار هم، نتیجه گرفت هنگامی که چند حباب صابون به یکدیگر برمی‌خورند همواره مانند سه سطح با زاویه ۱۲۰ درجه با یکدیگر تلاقی می‌کنند و یک فصل مشترک به وجود می‌آورند.
کف صابون بسیار انعطاف‌پذیر است و می‌تواند امواج را بر اساس نیروهای سطحی تولید کند. با این حال، یک حباب ساخته شده با مایع خالص به تنهایی پایدار نیست و صابون به مانند یک محلول سورفاکتانت برای یک حباب مورد نیاز است.
تصور غلط رایج این است که صابون کشش سطحی آب را افزایش می‌دهد، صابون در واقع در مقابل، آن را به حدود یک سوم کشش سطحی آب خالص است کاهش می‌دهد. حباب صابون تقویت کننده نیست، بلکه آنها را از طریق عمل شناخته شده به عنوان اثر Marangoni تثبیت می‌کند.
هنگامی که حباب بزرگ‌تر می‌شود غلظت صابون در سطح حباب کاهش پیدا می‌کند بنابراین کشش سطحی افزایش می‌یابد. بس صابون با تقویت نقاط ضعف حباب کار می‌کند و از تقویت و امتداد بیش از حد هر ناحیه حباب جلوگیری می‌کند. علاوه بر این صابون باعث کاهش تبخیر آب می‌شود که این دلیلی بر ماندگاری حباب دارد البته این اثر ناچیز است.

## دانستنی‌ها

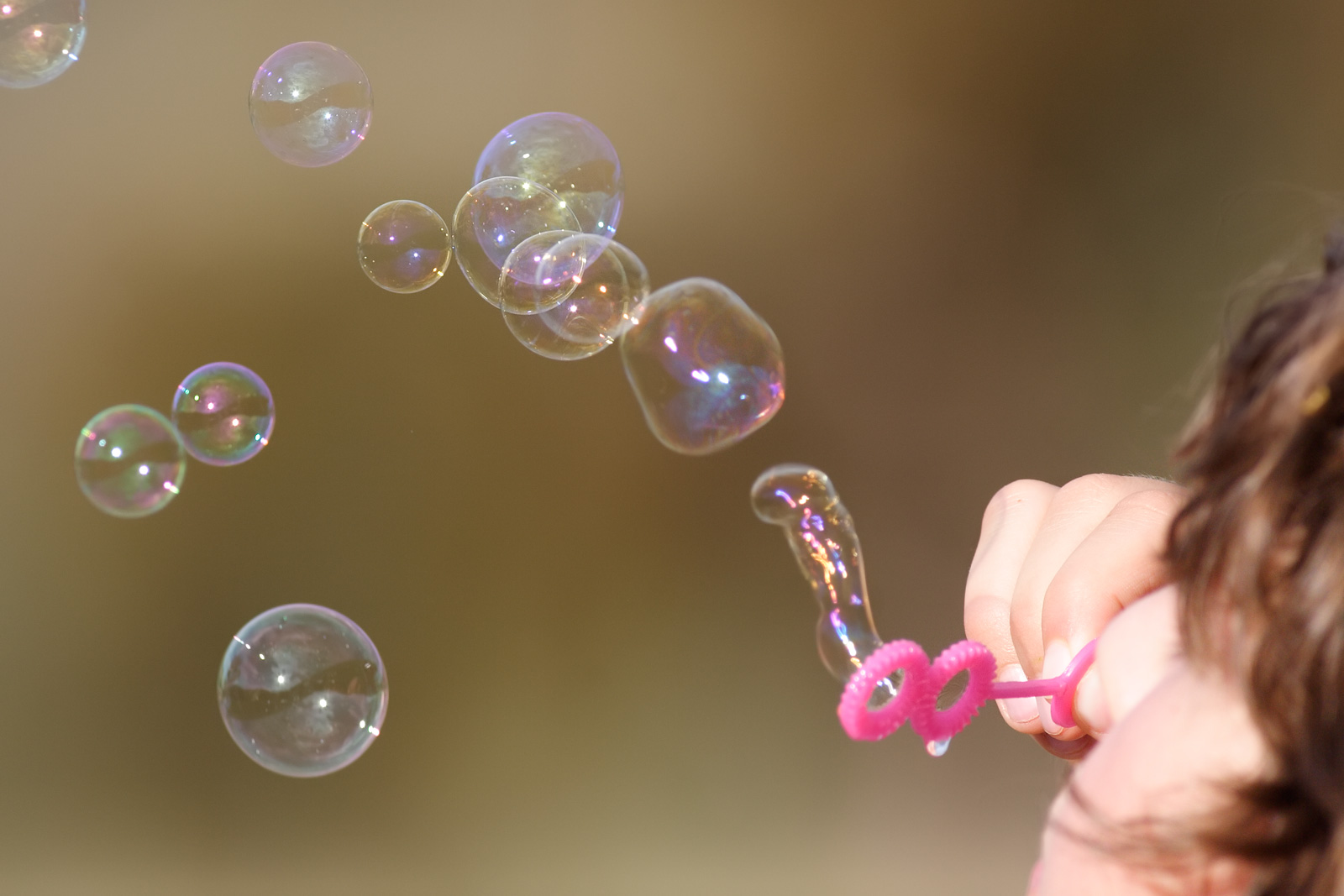
دختری در حال دمیدن حباب‌های صابون در هوا

- دانشمندان و پژوهشگران در حال ساخت حباب‌هایی هستند که هرگز نمی‌ترکند.[۳]
- بیشترین افراد درون یک حباب صابون ۱۱۸ نفر بودند که این حباب بسیار بزرگ را هنرمندان حباب ساز فن یانگ، دنی یانگ و ملودی یانگ در مرکز کشف علوم سانتاآنا در کالیفرنیا ساختند.[۷]
- در لندن یک متخصص ساخت حباب صابون می‌گوید که می‌تواند بزرگ‌ترین حباب صابون دنیا را به وجود آورد. این مرد دربارهٔ مهارت خود در مورد ساخت بزرگ‌ترین حباب صابون جهان می‌گوید که از ۲۰ سال قبل که به این کار مشغول است به دنبال تهیه فرمولی جادویی برای ایجاد یک حباب خیلی بزرگ بوده که به آسانی نترکد. حباب قبلی که او ساخته بود، مساحتی معادل ۱۰ متر مربع را اشغال کرده بود.[۸]